# Römhild
Römhild település Németországban, azon belül Türingiában. Lakosainak száma 6571 fő (2023. december 31.).

## Népesség
A település népességének változása:
| Lakosok száma | 6922 | 6869 | 6697 | 6661 | 6571 |
|               | 2017 | 2019 | 2021 | 2022 | 2023 |